# Hadrotarsus setosus
Hadrotarsus setosus là một loài nhện trong họ Theridiidae.
Loài này thuộc chi Hadrotarsus. Hadrotarsus setosus được Vernon Victor Hickman miêu tả năm 1943.